# Leonardo II Tocco
Leonardo II Tocco (... – 1415) faceva parte della famiglia Tocco, era figlio di Leonardo I Tocco e di Maddalena Buendelmonti, e fratello di Carlo I Tocco.
Nel 1414 suo fratello Carlo I Tocco, che non aveva figli, lo associò con lui al trono d'Epiro.
Morì nel 1415. Gli succedette il figlio Carlo II Tocco, che Carlo I Tocco adottò come figlio prima di morire 1429.